# برايان كامينغز (ممثل)
برايان كامينغز (بالإنجليزية: Brian Cummings)‏ هو مقدم برامج إذاعية وممثل أمريكي، ولد في 4 مارس 1948 في سو فولز في الولايات المتحدة.

## أعمال

### أفلام
- (1991) الجميلة والوحش

## وصلات خارجية
- برايان كامينغز على موقع IMDb (الإنجليزية)
- برايان كامينغز على موقع أول موفي (الإنجليزية)
- برايان كامينغز على موقع قاعدة بيانات الفيلم (الإنجليزية)
- برايان كامينغز على موقع كينوبويسك (الروسية)